# Псалом 82

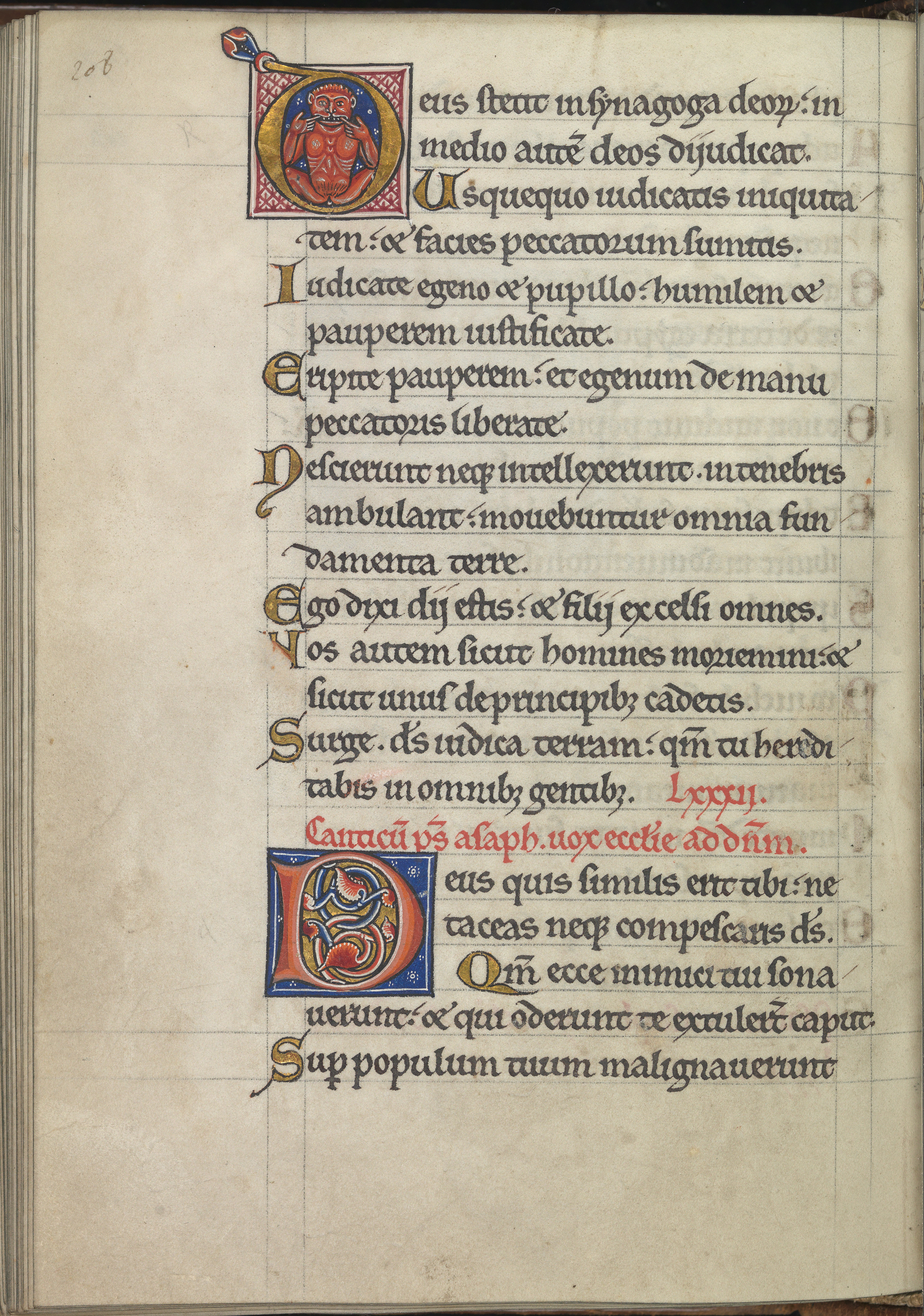
82-й псалом на листе из Псалтири Алиеоноры Аквитанской

Во́семьдесят второ́й псало́м — 82-й псалом из книги Псалтырь (в масоретской нумерации — 83-й). Известен по латинскому инципиту Deus quis similis erit tibi, «Боже кто уподобится Тебѣ». Представляет собой молитву о победе над врагами, напавшими на Израиль.

## Надписание и авторство псалма
Псалом имеет надписание «Песнь. Псалом Асафа» (שִׁיר מִזְמוֹר לְאָסָף‎). В качестве автора в надписании указан Асаф, главный псалмопевец царя Давида. Современные толкователи, однако, расходятся во мнениях относительно того, когда написан данный псалом. Предлагаются варианты — от XI века до н. э. (время царя Саула) до II века до н. э. (восстание Маккавеев). При этом предполагается, что псалом мог быть написан одним из потомков Асафа, например, Иозиилом — при царе Иосафате, во время войны, описанной в 2Пар. 20.
Этим псалмом завершается цикл псалмов Асафа (72—82).

## Содержание псалма
Псалом делится на две части. В первой части описываются враги Израиля, здесь приводится список напавших на Израиль народов. В числе прочих упоминается Ассур (אַשּׁוּר‎), обычно отождествляемый с Ассирией, что делает IX—VII века до н. э. наиболее вероятным временем написания псалма. Сторонники более позднего времени написания предполагают, что он мог быть написан на историческом материале; сторонники более раннего времени считают, что здесь имеется в виду другой народ с аналогичным названием.
Во второй части возносится молитва об уничтожении врагов. При этом приводятся примеры побед, одержанных в древности, взятые из Книги Судей (Суд. 4:15,7:25, Суд. 8:12,21). Жёсткость возводимых на врагов проклятий, как и всё «неполиткорректное» содержание псалма стали причиной того, что он исключён из чтений псалмов в современной Католической церкви.